# جيمي وودز
جيمي وودز (بالإنجليزية: Jimmy Woods)‏ هو عازف جاز أمريكي، ولد في 29 أكتوبر 1934 في سانت لويس في الولايات المتحدة، وتوفي في 29 مارس 2018.

## وصلات خارجية
- جيمي وودز على موقع ميوزك برينز (الإنجليزية)
- جيمي وودز على موقع أول ميوزيك (الإنجليزية)
- جيمي وودز على موقع ديسكوغز (الإنجليزية)